# Paspalum orinocense
Paspalum orinocense là một loài thực vật có hoa trong họ Hòa thảo. Loài này được S. Denham mô tả khoa học đầu tiên năm 2005.